# Angloameryka

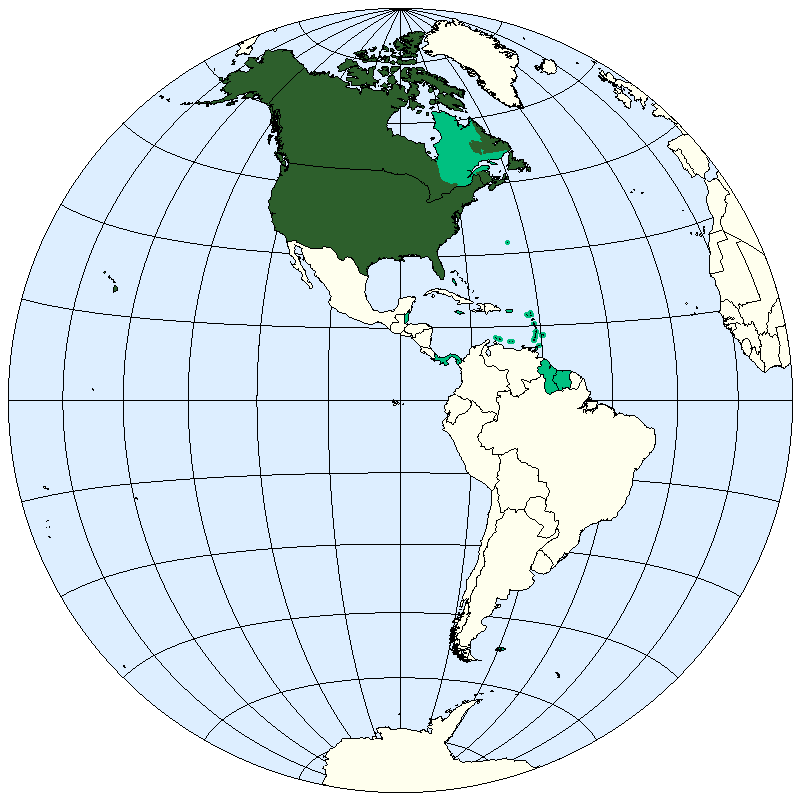
Angloameryka (kolor ciemnozielony) oraz, zwykle niezaliczane do Angloameryki, inne kraje anglojęzyczne i francuskojęzyczny Quebec (kolor jasnozielony)

Angloameryka, Ameryka Anglosaska – określenie na część Ameryki położoną na północ od Meksyku, używane w opozycji do terminu Ameryka Łacińska. Angloameryka obejmuje Kanadę i Stany Zjednoczone, czyli kraje o przeważającej kulturze anglosaskiej – dominujący język angielski, wyznania protestanckie.
Angloameryka zajmuje obszar ponad 19,3 mln km², z ludnością sięgającą 330 mln mieszkańców (2006).
Społeczność Angloameryki w 76,1% zamieszkuje ośrodki miejskie (1997).